# Americano (cóctel)
El Americano es un cóctel italiano hecho exclusivamente con productos italianos: bitter Campari, Vermouth rojo y seltz. Es un cóctel oficial de la IBA.

## Historia
Como muchos cócteles, su origen es desconocida, pero hay tantas anécdotas sobre este cóctel. El más antiguo cita el Americano en el 1860, ideado por el Gaspare Campari's bar en Milán. Otro relato lo hace remontar a los años treinta, dando también una explicación de su nombre que no tiene sentido con sus ingredientes; los cuales son, de hecho, todos típicamente italianos: el Campari es de Milán, el Vermouth es de Turín. El cóctel se llamaría así en honor de Primo Carnera, un boxeador italiano muy activo en los Estados Unidos, y por ello dicho "el Americano".
El Americano se vuelve en los años en un cóctel exitoso, alcanzando una cierta fama, también gracias a algunos homenajes cinematográficos. Este cóctel está considerado también el "padre" del Negroni.

## Composición

### Ingredientes
- Media parte de bitter campari.
- Media parte de vermut rojo
- Un chorrito de soda
- Media rebanada de naranja o
- Limón

### Preparación
El Americano se prepara con la técnica build y se sirve de un vaso Old Fashioned. Se vierte en el vaso colmo de hielo, Vermouth rojo, Bitter y se completa con la soda, la cual va mezclada ligeramente utilizando uno stirrer. Al final se añade una rodaja de limón y una rebanada de naranja como decoración.

## Filmografía
- Americano rojo, película italiana para la regia de Alessandro De Alatri (1991), extraído por la homónima novela de Gino Pugnetti (1983).[3]